# تپه هفت دخترون
تپه هفت دخترون مربوط به سده‌های میانه دوران‌های تاریخی پس از اسلام است و در شهرستان استهبان، بخش رونیز، دهستان رونیز، ۲ کیلومتری بعد از روستای رونیز سفلی، سمت چپ جاده واقع شده و این اثر در تاریخ ۱۸ شهریور ۱۳۸۷ با شمارهٔ ثبت ۲۳۳۶۱ به‌عنوان یکی از آثار ملی ایران به ثبت رسیده است.